# Itacorides
Itacorides is een geslacht van wantsen uit de familie van de Miridae (Blindwantsen). Het geslacht werd voor het eerst wetenschappelijk beschreven door Miyamoto in 1965.

## Soorten
Het genus bevat de volgende soort:

- Itacorides shirozui Miyamoto, 1965